# アーカンソー州副知事
アーカンソー州副知事 (Lieutenant Governor of Arkansas) は、アメリカ合衆国アーカンソー州の副知事である。

## 一覧
- カルバン・C・ブリス （1864年 - 1868年）
- ジェームズ・M・ジョンソン （1868年 - 1871年）
- ヴォルニー・V・スミス （1873年 - 1874年）
- ハーヴィー・パーネル （1927年 - 1928年）
- ウィリアム・リー・キャゾート （1928年 - 1931年）
- ローレンス・アーリー・ウィルソン （1931年 - 1933年）
- ウィリアム・リー・キャゾート （1933年 - 1937年）
- ロバート・L・ベイリー （1937年 - 1943年）
- ジェームズ・ラヴェスク・シェイヴァー （1943年 - 1947年）
- ネイサン・グリーン・ゴードン（1947年 - 1967年）
- モーリス・ブリット （1967年 - 1971年）
- ボブ・C・ライリー （1971年 - 1975年）
- ジョー・パーセル （1975年 - 1981年）
- ウィンストン・ブライアント （1981年 - 1991年）
- ジム・ガイ・タッカー （1991年 - 1992年）
- マイク・ハッカビー （1993年 - 1996年）
- ウィンスロップ・ポール・ロックフェラー （1996年 - 2006年）
- ビル・ホルター （2007年 - 2011年）
- マーク・デアー （2011年 - 2014年）
- ティム・グリフィン （2015年 - 2023年）
- レスリー・ラトリッジ （2023年 - ）